# Droit des étrangers en Algérie
En Algérie, le droit des étrangers constitue la réglementation qui organise non seulement l'entrée des ressortissants étrangers sur le territoire algérien, mais aussi leur séjour et leur sortie. 

## Entrée sur le territoire
L'Algérie exige en principe qu'un étranger soit muni d'un visa pour pouvoir entrer sur son territoire.
Le visa constitue uniquement une autorisation provisoire de séjour en Algérie, pour une durée qui est généralement de 1 à 3 mois. Lorsqu'un étranger souhaite pouvoir rester plus longtemps, il doit obtenir un titre de séjour ou une carte de résident.

## Maintien sur le territoire algérien
À l'expiration de la durée de validité de son visa ou, pour les étrangers dispensés de visa, dans un délai de 3 mois, tout étranger doit obtenir un document l'autorisant à rester sur le territoire algérien. À défaut, il est considéré comme étant en situation irrégulière.
Toutefois, la délivrance d'un titre de séjour ou d'une carte de résident sont soumis à conditions.

### Différents statuts de l'étranger
En Algérie, un étranger peut rester sur le territoire au-delà de son visa, s'il a un titre de séjour.

## Vie de l'étranger

### Travail
Les étrangers autorisés à entrer sur le territoire algérien ne peuvent pas tous y travailler. C'est notamment le cas des étrangers qui sont uniquement dotés d'un visa qui les autorise seulement à séjourner en Algérie. En revanche, les étrangers titulaires d'un titre de séjour ou de résident peuvent en principe travailler. 

## Éloignement du territoire
Lorsqu'un étranger entre ou séjourne sur le territoire algérien sans en avoir l'autorisation, il peut faire l'objet d'une mesure d'éloignement visant à ce qu'il quitte le territoire algérien. 
Il existe plusieurs types de mesures d'éloignement, par exemple :
- la reconduite à la frontière de son pays qui peut nécessiter des mesures de contraintes ;
- l’expulsion, qui constitue une décision obligeant tout étranger disposant d'un titre de séjour à quitter le territoire d'un État parce que son comportement constitue une atteinte à l'ordre public ;